# Meisterschaft von Zürich 1975
Il Meisterschaft von Zürich 1975, sessantaduesima edizione della corsa, si svolse il 4 maggio 1975 su un percorso di 254 km. Venne vinto dal belga Roger De Vlaeminck, che terminò in 6h56'20".

## Ordine d'arrivo (Top 10)
| Pos. | Corridore           | Squadra         | Tempo    |
| ---- | ------------------- | --------------- | -------- |
| 1    | Roger De Vlaeminck  | Brooklyn        | 6h56'20" |
| 2    | Eddy Merckx         | Molteni         | s.t.     |
| 3    | Francesco Moser     | Filotex         | s.t.     |
| 4    | Frans Verbeeck      | Maes Pils       | s.t.     |
| 5    | Costantino Conti    | Furzi-Vibor     | s.t.     |
| 6    | Roland Salm         | Willner-Willora | s.t.     |
| 7    | Herman Van Springel | Carpenter       | s.t.     |
| 8    | André Dierickx      | Rokado          | s.t.     |
| 9    | Josef Fuchs         | Filotex         | s.t.     |
| 10   | Wladimiro Panizza   | Brooklyn        | s.t.     |